# Bayerischer Handball-Verband
Der Bayerische Handball-Verband e. V. (BHV) wurde 1946 gegründet und ist ein Landesverband innerhalb des Deutschen Handballbundes (DHB). Er vertritt die Grundwerte des Handballsports in Bayern und die Interessen seiner Mitglieder. Die Verbandsfarben sind Weiß-Blau.

## Geschichte des Bayerischen Handballs
Nach am Ende des Zweiten Weltkriegs brachte der Handballer Ludwig Lehmaier die Münchner Handballvereine zusammen, um den Spielbetrieb in zwei Klassen für Männer zu organisieren. Am 18. Juli 1945 wurde in München der Bayerische Landes-Sportverband gegründet (BLSV).

### 1946 bis 1955
Von München ausgehend, verbreitete sich die Organisation in ganz Bayern. So wurde im Frühjahr 1946 auf den noch vorhandenen Sportplätzen der Handballsport wieder aufgenommen. In den folgenden Jahren wurde anhand der Zunahme neuer Spielerpässe der Aufschwung des Handballsports in Bayern deutlich. Der erste Spartentag fand am 8. Juni 1947 in München statt. Beim dritten Handball-Spartentag 8. Mai 1949 wurde die Sparte Handball des Bayerischen Landes-Sportverbandes in den Bayerischen Handball-Verband (BHV) als Unterorganisation des BLSVs umgewandelt. Es wurde festgelegt, dass der Verbandstag im Zwei-Jahres-Rhythmus abgehalten werden soll. Des Weiteren wurde der Spielbetrieb neu strukturiert. Hierbei wurde die Bayerische Oberliga als höchste Liga festgelegt und über Landesklassen, Kreise und Bezirke hinweg nach unten abgestuft. Daneben wurde festgelegt, dass jeder Mitgliedsverein die „Allgemeinen Sportmitteilungen (ASM)“ – das Mitteilungsblatt des BLSV – beziehen musste. Auf dem 1. Verbandstag des BHV, der am 11. Februar 1951 stattfand, wurde die Neuorganisation des BHV beschlossen. Hierbei wurde die eher technisch ausgerichtete Landesspielleitung in verwaltungsmäßige und technische Funktionen unterteilt. An die Stelle der Landesspielleitung trat der geschäftsführende Vorstadt. Dieser wurde vom technischen Ausschuss unterstützt. Es wurde eine Satzungskommission eingesetzt, welche die Aufgabe hatte eine neue Verbandshandballordnung zu erstellen. Im gleichen Jahr wurden die Kreise (heute: Bezirke) Oberpfalz und Niederbayern zusammengelegt. 1951 wurde der totale Passzwang eingeführt, was zur Folge hatte, dass nur derjenige spielberechtigt war, der vor Beginn des Spiels seinen Pass beim Schiedsrichter vorzeigen konnte. Die Sportschule Grünwald wurde im gleichen Jahr als zentrale bayerische Ausbildungsstätte in Betrieb genommen. Speziell ab 1952 gelang es den bayerischen Handballern verschiedene Erfolge und Titel nach Bayern zu holen. So eilte die Bayernauswahl von Sieg zu Sieg und blieb in vier Jahren und elf Spielen ungeschlagen. Die Frauenmannschaft des Post SV München (früher VfL München) setzte seine Siegesfolge fort und wurde von 1948 bis 1957 ununterbrochen Süddeutscher Meister. Beim 5. Verbandstag am 14. und 15. Februar 1953, der in der Sportschule München Grünwald stattfand, wurde beschlossen, dass die Landesliga in zwei Gruppen zu jeweils 12 Mannschaften eingeteilt werden soll. Aufgrund der guten Entwicklung des Handballsports in Bayern, vergab der DHB das Länderspiel Deutschland-Österreich nach Augsburg. Dieses Spiel ging als „Traumspiel“ der deutschen Nationalmannschaft in die Geschichte des Handballsports der Nachkriegszeit ein.

### 1956 bis 1965
Beim 7. Verbandstag am 23. und 24. Februar 1957 trat der Vorsitzende Ludwig Lehmaier nach zwölf Jahren Amtszeit aus gesundheitlichen Gründen nicht mehr zur Wiederwahl an. Als Nachfolger wurde Otto Seeber gewählt.
Mit der Saison 1958/59 wurde die Bayernliga eingeführt, die bis zur Gründung der Regionalliga 1969, die zweite Ebene im deutschen Ligasystem darstellte.
Um die Leistungen des Bayerischen Handball-Verbandes zu würdigen, übertrug der DHB die Ausrichtung seines Bundestages an den BHV. Dieser fand im November 1959 in Würzburg statt. Im Jahr 1963 wurde der Kreis Aschaffenburg spieltechnisch dem Landesverband Hessen zugeteilt.

### 1966 bis 1975
Der 12. Verbandstag fand am 4. und 5. März 1967 in Rothenburg statt. Im Mittelpunkt stand der Rücktritt von Otto Seeber, der am 23. April 1966 beim Bundestag des DHB als dessen Präsident gewählt wurde. Als Nachfolger trat sein bisheriger Stellvertreter Konrad Wagner das Amt an. Im gleichen Jahr wurde die Handball-Bundesliga eingeführt. Aus der Südgruppe nahm der TSV Zirndorf teil. Die Frauenmannschaft des  1. FC Nürnberg setzte sich durch den Gewinn aller drei möglichen Titel im Jahr 1969 an die Spitze der erfolgreichsten deutschen Mannschaften im Frauenhandball. Als Anerkennung dieser Leistung vergab der DHB zwei Länderspiele nach Bayern. Bei den Olympischen Sommerspielen 1972 in München trat der BHV als Mitorganisator auf, da Hallenhandball (Kleinfeld) erstmals olympisch war.

### 1976 bis 1985
Im Jahr 1976 stellte der BHV die meisten Spieler der Deutschen Jugend-Nationalmannschaft. Im gleichen Jahr konnte die männliche Jugend A der TUSPO Nürnberg die Deutsche Meisterschaft für sich entscheiden und damit den Grundstein für eine spätere Bundesligamannschaft legen. Das Bayerische Schiedsrichtergespann Klaus Böttcher und Willi Hackl wurde 1979 in den Kader der IHF-Schiedsrichter aufgenommen. Im gleichen Jahr erhielt der Großwallstädter Manfred Hofmann die Auszeichnung zum „Handballer des Jahres 1979“. Im darauf folgenden Jahr wählten die Leser der Deutschen Handball-Woche den TVG zur „Mannschaft des Jahres 1980“ und Anni Placht zur „Handballerin des Jahres“.
Auf dem 19. Verbandstag des BHV am 14. und 15. März 1981 wurde beschlossen, dass der Verbandstag von nun an in einem dreijährigen Rhythmus abgehalten werden sollte. Des Weiteren wurde Gerd Tschochohei als Bundestrainer der Deutschen Handball-Frauen berufen. Erhard Wunderlich wurde 1981 und 1982 zum „Handballer des Jahres“ gewählt. Ein Jahr später gewann die Jugendmannschaft des CSG Erlangen die Deutsche B-Jugendmeisterschaft. Beim 20. Verbandstag am 17. und 18. März 1984 wurde der bisherige Vizepräsident Otto Hezner als Nachfolger von Willi Jödicke zum Präsidenten gewählt. Willi Jödicke wurde im gleichen Jahr Vorsitzender des Süddeutschen Handball-Verbands.

### 1986 bis 1995
Nachdem ein Jahr zuvor ein Referent mit der Zuständigkeit Mini-Handball gewählt worden war, fand 1987 das erste Mini-Spielfest des BHV statt. 1988 musste zum ersten Mal in der Geschichte des BHV ein außerordentlicher Verbandstag einberufen werden, da Otto Hezner sein Amt als Präsident aus gesundheitlichen Gründen niederlegen musste. Als Nachfolger und damit zum sechsten Präsident wurde Gerd Tschochohei gewählt. In der Saison 1989/1990 wurde die Möglichkeit geschaffen, die Ergebnisse der Regionalliga-Süd und der bayerischen Oberliga über die Teletextseite des Bayerischen Fernsehens abzurufen. Gunther van der Heuvel trat als erster hauptamtlicher Trainer im November 1990 seinen Dienst beim BHV an. Der BHV führte beim 23. Verbandstag am 6. und 7. März 1993 das Ressort-Prinzip ein, bei dem jeder Vizepräsident ein Ressort leitet (Finanzen, Recht, Spielbetrieb, Lehre und Bildung). Im gleichen Jahr wurde eine neue Jugendordnung beschlossen, mit dem Ziel die Jugendlichen stärker in die Meinungsbildung und in die Entscheidungen, die den Jugendbereich betreffen, einzubinden.
Der BHV erklärte in Zusammenarbeit mit dem DHB das Jahr 1994 zum „Jahr des Frauenhandballs“. Im gleichen Jahr ernannte das BHV Präsidium einen Referenten für Öffentlichkeitsarbeit und einen Ausschuss für Marketing. Damit wandelte sich der Verband und die Geschäftsstelle immer mehr zu einem Dienstleistungsunternehmen für die Kreise, Bezirke und Vereine. Um die Jugendarbeit weiter fördern zu können, ernannte das Präsidium 1995 einen Referenten für überfachliche Jugendarbeit. In Zusammenarbeit mit dem BLSV und der Bayerischen Sportjugend (bsj) startete der BHV einen Lehrgang für Jugendliche zum Club-Assistenten.

### 1996 bis 2005
Zum 50-jährigen Bestehen im Jahr 1996 stellte der BHV sein neues Logo vor. Im darauf folgenden Jahr stand die Durchführung einer Strukturreform im Mittelpunkt. Hierbei wurde die Spiel- und Verwaltungsebene „Kreis“ ersatzlos abgeschafft, das Verbandsgebiet in acht gleich große Bezirke eingeteilt und die Entscheidungsgremien verkleinert. Im Juni 1998 wurde die Homepage des BHV online gestellt, was den Zugriff auf Informationen über den BHV und Ergebnis- und Tabellenseiten ermöglichte. Im gleichen Jahr wurden die bisher neun Bezirke auf die heutigen acht Bezirke beschränkt und ein Referent für Organisation und Kommunikation ernannt. Beim 25. Verbandstag im Jahr 1999 wurde die Neufassung der Finanz- und Schiedsrichterordnung verabschiedet. Die B-Jugend des TV Kirchzell gewann im selben Jahr den Deutschen Meistertitel.
Die Bayernauswahl der weiblichen Jugend B (Jahrgang 1984) holte sich den Meistertitel im Länderpokal 2001. Durch die Währungsumstellung im Jahr 2002 mussten die BHV-Satzung und Ordnungen an den Euro angepasst werden. Im gleichen Jahr gelang dem 1. FC Nürnberg der Aufstieg in die Frauen-Bundesliga. Im Juni 2003 startete das neue Pass-Programm-System in der BHV-Geschäftsstelle. Damit konnten die Spielerausweise auch online beantragt werden. Der BHV machte Tanja Bräutigam ab dem 1. Januar 2004 zur Geschäftsführerin. Nach ihrem Rücktritt zum 1. Januar 2005 übernahm René Kukatsch für die nächsten acht Monate die Leitung der Geschäftsstelle. Als dessen Nachfolger trat Andreas Wäschenbach am 15. September 2005 das Amt des Geschäftsführers an. Durch den enormen Zuwachs an Kindern und Jugendlichen überschritt der BHV zum ersten Mal die Anzahl von 90.000 Mitgliedern.

### Seit 2006
- 2006 wurden in Gesamtdeutschland einheitliche Wettkampfstrukturen im Kinder- und Jugendbereich eingerichtet um das offensive Abwehrverhalten zu fördern. Der Bayerische Handball-Verband schaffte im Jahr 2008 zum ersten Mal eine Stelle für ein Freiwilliges Soziales Jahr in seiner Geschäftsstelle. Diese wurde schwerpunktmäßig für die Kinder- und Jugendarbeit und die Zusammenarbeit mit Schulen eingesetzt. Im gleichen Jahr bot der BHV bayernweit eine Lehrerfortbildung mit dem Motto „Spielen mit Hand & Ball in der Grundschule“ an, um bereits die Grundschüler für das Handballspiel zu begeistern. Um die Informationen rund um den bayerischen Handballsport aktueller und übersichtlicher zu gestalten, wurde das Konzept und Design der Homepage neu aufgesetzt. Im Jahr 2010 wurde die BHV Marketing GmbH gegründet. Diese beschäftigt sich mit der Vermarktung von Rechten, dem Planen und Ausführen von Sportevents, den Werbemaßnahmen und dem Sponsoring. Im gleichen Jahr konnte der BHV Hummel und Rehband als offiziellen Ausrüster gewinnen. Durch die Vizepräsidentin für Frauenfragen und Gleichstellung startete der BHV das Projekt „Fair Play am Spielfeldrand“, um den jüngeren Sportlern klarzumachen, dass es nicht nur ums Gewinnen geht, sondern viel mehr der Spaß am Handball im Vordergrund stehen sollte.
- Das Jahr 2011 begann der Verband mit einem neuen Nachwuchs-Leistungssportkonzept. Durch zeitiger durchgeführte Sichtungen zur Bayernauswahl sollten die Trainingsumfänge gesteigert werden, um so einen leichteren Einstieg in den Bundeskader zu ermöglichen. Im gleichen Jahr wurde die Jugendbundesliga für die männliche A Jugend eingeführt und Susanne Prinz die neue Geschäftsführerin der BHV-Geschäftsstelle.
- 2012 bekamen drei bayerische Vereine das DHB-Gütespiegel für „Ausgezeichnete Jugendarbeit“ verliehen, die Premiere ging an den TSV Ismaning. Bei dem 2013 veranstalteten Wettbewerb „Handball-Stars go to School“, durften sich die 25 Gewinnerschulen über einen ereignisreichen Tag mit einer exklusiven Trainingseinheit mit einem Handballstar freuen. Der BHV vergab 2013 zum ersten Mal den Förderpreis für hervorragende Leistungen in der Arbeit mit Kindern und Jugendlichen.

## Organisationsstruktur

### Präsidium
Das aktuelle Präsidium besteht aus den folgenden Organen:
- Der Präsident ist Georg Clarke, der die Aufgabe hat, den BHV zu führen, ihn gerichtlich und außergerichtlich zu vertreten und die Richtlinien der Verbandsarbeit zu bestimmen. Des Weiteren ist er Leiter der verschiedenen Verbandstags- und Präsidiumssitzungen.[3]
- Vizepräsidenten für Spielbetrieb, Recht, Finanzen, Frauen, Jugend, Talentförderung und Bildung.[4][5]
  - Der Vizepräsident Recht hat die Aufgabe, die Organe und Verwaltungsausschüsse, insbesondere die spielleitenden Stellen in Rechtsfragen zu beraten. Des Weiteren ist er für die Überprüfung und Fortentwicklung der Ordnungen und Satzungen zuständig. Der Vizepräsident Recht vertritt den BHV vor den Rechtsorganen. Er gewährleistet die Aus- und Fortbildung der Verbandsmitarbeiter im Bereich der Anwendung der Satzung und der Ordnungen.[6]
  - Der Vizepräsident für Finanzen regelt die finanziellen Aufgaben des Bayerischen Handball-Verbandes auf Verbandsebene. Er erstellt den Haushaltsplan und ist zuständig für das Marketing.[7]
  - Der Vizepräsident für die Jugend hat die Aufgabe die Zusammenarbeit zwischen Vereinen und Organisationen im Bereich Jugend auf nationaler und internationaler Ebene zu fördern. Des Weiteren unterstützt er die Betreuung und Ausbildung von Jugendlichen durch Vereine und den Verband.[8]
  - Der Vizepräsident für die Talentförderung hat die Aufgabe, durchgängige und allgemein gültige Konzepte in Bezug auf Spiel- und Trainingsauffassung, das Talentförderungssystem und Rahmentrainingspläne zu entwickeln. Des Weiteren ist er verantwortlich für die Talentsichtung und Talentförderung, die Aus- und Weiterbildung von Trainern und Übungsleitern und der Schulung von Fachmitarbeitern.[9]
  - Der Vizepräsident für Bildung hat die Aufgabe den Handballsport verstärkt in die Schulen zu bringen.[10]

### Präsidenten
1. Ludwig Lehmaier: 1945 bis 1957,
2. Otto Seeber: 1957 bis 1967,
3. Konrad Wagner: 1967 bis 1973,
4. Willi Jodicke: 1973 bis 1984,
5. Otto Hezner: 1984 bis 1990,
6. Gerd Tschochohei: 1990 bis 2017,
7. Georg Clarke: seit 2017.

### Verwaltungsorgane
- Verwaltungsorgane des Verbandes sind:[11]
  - der Verbandstag (findet alle drei Jahre statt und ist das höchste Verwaltungsorgan),
  - der Verbandsjugendtag,
  - das Erweiterte Präsidium,
  - das Präsidium.
- Verwaltungsorgane eines Bezirkes sind:
  - der Bezirkstag,
  - der Bezirksjugendtag,
  - die Bezirksspielleitung.

## Bezirke
Im April 1998 wurden die Kreise aufgelöst und die bisher sieben Bezirke wurden in acht neue umgewandelt.
- Bezirk Unterfranken (wie bisher),
- Bezirk Oberfranken (wie bisher),
- Bezirk Mittelfranken (mit den Kreisen Nürnberg, Fürth, Schwabach und Mittelfranken West),
- Bezirk Ostbayern (mit dem Bezirk Oberpfalz und den Kreisen Mittelfranken Nord und Mittelfranken Ost),
- Bezirk Schwaben (mit den Kreisen Augsburg, Donau und die bayerischen Vereine des Bezirkes Ulm),
- Bezirk Altbayern (mit dem Bezirk Niederbayern, den nördlichen/nordöstlichen Vereinen des Kreises München, 4 nördlichen Vereinen des Kreises Inn/Chiem und Kreis Donau/Ilm),
- Bezirk Alpenvorland (mit den Kreisen Allgäu und Zugspitze und die südwestlichen Vereine des Kreises München),
- Bezirk Oberbayern (mit dem Kreis Inn/Chiem, Vereine im Stadtgebiet Münchens und südöstliche und südliche Vereine des Kreises München),
- Die unterfränkischen Vereine des Kreises Aschaffenburg/Miltenberg spielen in den Ligen des Landesverbandes Hessen.

## Wettbewerbe
Folgende Landeswettbewerbe werden unter dem Dach des BHV ausgetragen:
| - Bayerische Meisterschaft Herren - Molten-CUP (BHV-Pokal) Herren | - Bayerische Meisterschaft Damen - Molten-CUP (BHV-Pokal) Damen |

- Bayerische Meisterschaft der Nachwuchsmannschaften

Bayerische Meisterschaften und Pokalsieger
- Für alle „Bayerischen Meister“ ab 1949 siehe Bayerische Meisterschaften.
- Für alle „Bayerischen Pokalsieger“ siehe Bayerische Pokalsieger.

### Statistik der Bayerischen Meister
| Platz | Mannschaft                         | Regierungsbezirk | Meisterschaften | als 1. Liga | als 2. Liga | als 3. Liga | als 4. Liga |
| 1.    | TSV 1860 Ansbach                   | Mittelfranken    | 10              |             | 6           | 3           | 1           |
| 2.    | Post SV München / VfL 1926 München | Oberbayern       | 6               | 6           |             |             |             |
| 3.    | TuS Fürstenfeldbruck               | Oberbayern       | 4               |             |             |             | 4           |
| 4.    | 1. FC Nürnberg                     | Mittelfranken    | 3               | 2           |             |             | 1           |
| 5.    | TSV 1861 Zirndorf                  | Mittelfranken    | 3               |             | 1           | 1           | 1           |
| 6.    | FC Bayern München                  | Oberbayern       | 2               | 2           |             |             |             |
| 7.    | TSV Milbertshofen                  | Oberbayern       | 2               |             | 1           |             | 1           |
| 8.    | VfL Günzburg                       | Schwaben         | 2               |             |             | 1           | 1           |
|       | TSV München-Ost                    | Oberbayern       | 2               |             |             | 1           | 1           |
|       | Post SV Regensburg                 | Oberpfalz        | 2               |             |             | 1           | 1           |
| 11.   | SV 08 Auerbach                     | Oberpfalz        | 2               |             |             |             | 2           |
|       | HSC Bad Neustadt                   | Unterfranken     | 2               |             |             |             | 2           |
|       | HSC 2000 Coburg                    | Oberfranken      | 2               |             |             |             | 2           |
|       | TV 1861 Erlangen-Bruck             | Mittelfranken    | 2               |             |             |             | 2           |
|       | VfB Forchheim                      | Oberfranken      | 2               |             |             |             | 2           |
|       | TSV Friedberg                      | Unterfranken     | 2               |             |             |             | 2           |
|       | TG Landshut                        | Niederbayern     | 2               |             |             |             | 2           |
|       | Rimpar                             | Unterfranken     | 2               |             |             |             | 2           |
|       | TSV Simbach                        | Niederbayern     | 2               |             |             |             | 2           |
|       | TG Würzburg                        | Unterfranken     | 2               |             |             |             | 2           |
| 21.   | TSV Allach 09                      | Oberbayern       | 1               |             | 1           |             |             |
|       | Regensburger TS                    | Oberpfalz        | 1               |             | 1           |             |             |
| 23.   | MTSV Schwabing                     | Oberbayern       | 1               |             |             | 1           |             |
|       | Tuspo Nürnberg                     | Mittelfranken    | 1               |             |             | 1           |             |
| 25.   | BSV 1898 Bayreuth                  | Oberfranken      | 1               |             |             |             | 1           |
|       | HaSpo Bayreuth                     | Oberfranken      | 1               |             |             |             | 1           |
|       | CSG Erlangen                       | Mittelfranken    | 1               |             |             |             | 1           |
|       | HC Erlangen                        | Mittelfranken    | 1               |             |             |             | 1           |
|       | HG Erlangen                        | Mittelfranken    | 1               |             |             |             | 1           |
|       | TSV 1846 Lohr                      | Unterfranken     | 1               |             |             |             | 1           |
|       | ESV München-Laim                   | Oberbayern       | 1               |             |             |             | 1           |
|       | HT München                         | Oberbayern       | 1               |             |             |             | 1           |
|       | TSV 1846 Nürnberg                  | Mittelfranken    | 1               |             |             |             | 1           |
|       | TSV Ottobeuren                     | Oberbayern       | 1               |             |             |             | 1           |
|       | TSV Rödelsee                       | Unterfranken     | 1               |             |             |             | 1           |
|       | TB 03 Roding                       | Oberpfalz        | 1               |             |             |             | 1           |
|       | HG Rothenburg                      | Mittelfranken    | 1               |             |             |             | 1           |
|       | TS 1887 Selb                       | Oberpfalz        | 1               |             |             |             | 1           |
|       | TSV Trudering                      | Oberbayern       | 1               |             |             |             | 1           |
|       | TSV Unterhaching                   | Oberbayern       | 1               |             |             |             | 1           |
|       | DJK Waldbüttelbrunn                | Unterfranken     | 1               |             |             |             | 1           |

Aktuell bis Saison 2024/25

## Vereine Saison 2025/26
| 1. Bundesliga         | 1. Bundesliga    |
| Männer                | Frauen           |
| --------------------- | ---------------- |
| HC Erlangen           | -                |
| 2. Bundesliga         |                  |
| Männer                | Frauen           |
| HSC 2000 Coburg       | ESV Regensburg   |
| TV Großwallstadt      | -                |
| -                     | -                |
| -                     | -                |
| 3. Liga               |                  |
| Männer                | Frauen           |
| Wölfe Würzburg        | TSV Haunstetten  |
| HC Erlangen II        | HSG Würm-Mitte   |
| TV Erlangen-Bruck (N) | HCD Gröbenzell   |
| TuS Fürstenfeldbruck  | TSV Ismaning (N) |
| -                     | -                |

| Regionalliga Bayern | Regionalliga Bayern         |
| Männer              | Frauen                      |
| ------------------- | --------------------------- |
| TG Landshut (A)     | TSV Schwabmünchen (A)       |
| HaSpo Bayreuth      | TSV EBE Forst United        |
| HSC Coburg II       | ESV 1927 Regensburg II      |
| DJK Waldbüttelbrunn | SG Mintraching/Neutraubling |
| SG Regensburg       | MTV Stadeln                 |
| HT München          | TSV Vaterstetten            |
| TSV Allach 09       | SV München-Laim             |
| TSV Rothenburg      | HT München                  |
| SV Anzing           | TSV Herrsching              |
| TSV Lohr            | HaSpo Bayreuth (N)          |
| VfL Günzburg        | FC Bayern München (N)       |
| HBC Nürnberg (N)    | HC Sulzbach-Rosenberg (N)   |
| TSV Ismaning (N)    | -                           |
| TSV Haunstetten (N) | -                           |

## Erfolge
| Süddeutsche Meisterschaften (Männer) | Süddeutsche Meisterschaften (Männer) | Süddeutsche Meisterschaften (Männer) |
| Jahr                                 | Verein                               | Kategorie                            |
| ------------------------------------ | ------------------------------------ | ------------------------------------ |
| 1970                                 | TSV Milbertshofen                    | Hallenhandball                       |
| 1980                                 | VfL Günzburg                         | Hallenhandball                       |
| 1981                                 | TuSpo Nürnberg                       | Hallenhandball                       |
| 1982                                 | MTSV Schwabing                       | Hallenhandball                       |
| 1983                                 | TuSpo Nürnberg                       | Hallenhandball                       |
| 1985                                 | VfL Günzburg                         | Hallenhandball                       |
| 1986                                 | TSV Milbertshofen                    | Hallenhandball                       |
| 2016                                 | HC Erlangen                          | und Zweitliga-Meister                |
| 2020                                 | HSC 2000 Coburg                      | und Zweitliga-Meister                |
| -                                    |                                      |                                      |
| Deutsche Pokalsieger (Männer)        |                                      |                                      |
| Jahr                                 | Verein                               | Kategorie                            |
| 1980                                 | TV Großwallstadt                     | Hallenhandball                       |
| 1984                                 | TV Großwallstadt                     | Hallenhandball                       |
| 1986                                 | MTSV Schwabing                       | Hallenhandball                       |
| 1987                                 | TV Großwallstadt                     | Hallenhandball                       |
| 1989                                 | TV Großwallstadt                     | Hallenhandball                       |
| 1990                                 | TSV Milbertshofen                    | Hallenhandball                       |
| Deutsche Meisterschaften (Männer)    |                                      |                                      |
| Jahr                                 | Verein                               | Kategorie                            |
| 1960                                 | TSV Ansbach                          | Großfeldhandball                     |
| 1962                                 | TSV Ansbach                          | Großfeldhandball                     |
| 1973                                 | TV Großwallstadt                     | Feldhandball                         |
| 1978                                 | TV Großwallstadt                     | Hallenhandball                       |
| 1979                                 | TV Großwallstadt                     | Hallenhandball                       |
| 1980                                 | TV Großwallstadt                     | Hallenhandball                       |
| 1981                                 | TV Großwallstadt                     | Hallenhandball                       |
| 1984                                 | TV Großwallstadt                     | Hallenhandball                       |
| 1990                                 | TV Großwallstadt                     | Hallenhandball                       |
| -                                    |                                      |                                      |
| Europa-Pokalsieger (Männer)          |                                      |                                      |
| Jahr                                 | Verein                               | Kategorie                            |
| 1979                                 | TV Großwallstadt                     | der Landesmeister                    |
| 1980                                 | TV Großwallstadt                     | der Landesmeister                    |
| 1980                                 | TV Großwallstadt                     | Supercup                             |
| 1984                                 | TV Großwallstadt                     | EHF-Pokal                            |
| 1991                                 | TSV Milbertshofen                    | der Pokalsieger                      |
| 2000                                 | TV Großwallstadt                     | Euro-City-Cup                        |

| Süddeutsche Meisterschaften (Frauen) | Süddeutsche Meisterschaften (Frauen) | Süddeutsche Meisterschaften (Frauen) |
| Jahr                                 | Verein                               | Kategorie                            |
| ------------------------------------ | ------------------------------------ | ------------------------------------ |
| 1976                                 | DJK Würzburg                         | Hallenhandball                       |
| 1981                                 | 1. FC Nürnberg                       | Hallenhandball                       |
| 1983                                 | 1. FC Nürnberg                       | Hallenhandball                       |
| 1985                                 | TSV 1865 Dachau                      | Hallenhandball                       |
| 1987                                 | DJK Würzburg                         | Hallenhandball                       |
| 1988                                 | 1. FC Nürnberg                       | Hallenhandball                       |
| 1993                                 | DJK Würzburg                         | Hallenhandball                       |
| 1994                                 | DJK Augsburg-Hochzoll                | Hallenhandball                       |
| 2002                                 | 1. FC Nürnberg                       | Hallenhandball                       |
| 2007                                 | HSG Sulzbach/Leidersbach             | Hallenhandball                       |
| Deutsche Pokalsieger (Frauen)        |                                      |                                      |
| Jahr                                 | Verein                               | Kategorie                            |
| 2004                                 | 1. FC Nürnberg                       | Hallenhandball                       |
| 2005                                 | 1. FC Nürnberg                       | Hallenhandball                       |
| Deutsche Meisterschaften (Frauen)    |                                      |                                      |
| Jahr                                 | Verein                               | Kategorie                            |
| 1950                                 | VfL München                          | Feldhandball                         |
| 1955                                 | Post SV München                      | Feldhandball                         |
| 1957                                 | Post SV München                      | Feldhandball                         |
| 1959                                 | Post SV München                      | Feldhandball                         |
| 1961                                 | 1. FC Nürnberg                       | Feldhandball                         |
| 1963                                 | 1. FC Nürnberg                       | Feldhandball                         |
| 1964                                 | 1. FC Nürnberg                       | Halle + Feld                         |
| 1965                                 | 1. FC Nürnberg                       | Feldhandball                         |
| 1968                                 | 1. FC Nürnberg                       | Feldhandball                         |
| 1969                                 | 1. FC Nürnberg                       | Hallenhandball                       |
| 1970                                 | 1. FC Nürnberg                       | Hallenhandball                       |
| 1971                                 | 1. FC Nürnberg                       | Kleinfeld                            |
| 2005                                 | 1. FC Nürnberg                       | Hallenhandball                       |
| 2007                                 | 1. FC Nürnberg                       | Hallenhandball                       |
| 2008                                 | 1. FC Nürnberg                       | Hallenhandball                       |
| 2014                                 | TSV Ismaning „die Brüder“            | Beachhandball                        |
| 2016                                 | TSV Ismaning „die Brüder“            | Beachhandball                        |
| 2017                                 | TSV Ismaning „die Brüder“            | Beachhandball                        |
| 2021                                 | Minga Turtles Ismaning               | Beachhandball                        |
| 2022                                 | Beach Bazis Schleissheim             | Beachhandball                        |
| 2023                                 | Beach Bazis Schleissheim             | Beachhandball                        |
| 2024                                 | TSV Ismaning „die Brüder“            | Beachhandball                        |

| Jahr | Spieler                                                                     | Vereine           | Platzierung                                               |
| ---- | --------------------------------------------------------------------------- | ----------------- | --------------------------------------------------------- |
| 1952 | Markus Bernhard                                                             | FC Bayern München | 1. Platz bei der Großfeld-WM in der Schweiz               |
| 1954 | Markus Bernhard                                                             | FC Bayern München | 1. Platz Großfeld-WM und Vizeweltmeister (Hallenhandball) |
| 1955 | Markus Bernhard                                                             | FC Bayern München | 1. Platz bei der Großfeld-WM                              |
| 1957 | Rosemarie Schöne und Herta Rückriem                                         | PSV München       | 4. Platz bei der WM in Jugoslawien                        |
| 1959 | Erwin Porzner                                                               | TSV Ansbach       | 1. Platz bei WM in Österreich                             |
| 1959 | Lydia Bauer                                                                 | 1. FC Nürnberg    | 3. Platz bei Feldhandball-WM in Holland                   |
| 1962 | Eva Brechenmacher                                                           | BC Augsburg       | 8. Platz bei der WM in Rumänien                           |
| 1962 | Heidi Frees, Lydia Bauer und Elsbeth Härtle                                 | 1. FC Nürnberg    | 8. Platz bei der WM in Rumänien                           |
| 1963 | Erwin Porzner                                                               | TSV Ansbach       | 2. Platz bei der WM in der Schweiz                        |
| 1964 | Lydia Bauer und Gerda Reitwiesner                                           | 1. FC Nürnberg    | 3. Platz bei der Hallen-WM                                |
| 1964 | Marga Ruschitzka                                                            | BC Augsburg       | 3. Platz bei der Hallen-WM                                |
| 1966 | Erwin Porzner und Volker Schneller                                          | TSV Ansbach       | 1. Platz bei der Großfeld-WM in Österreich                |
| 1966 | Josef Karrer                                                                | TV Großwallstadt  | 1. Platz bei der Großfeld-WM in Österreich                |
| 1971 | Irene Herchenbach, Hannelore Menzel, Hannelore Kosby und Gerda Reitwieser   | 1. FC Nürnberg    | 5. Platz bei der WM in den Niederlanden                   |
| 1972 | Josef Karrer                                                                | TV Großwallstadt  | 6. Platz bei den Olympischen Spielen                      |
| 1973 | Irene Herchenbach                                                           | FC Bayern München | 11. Platz bei der WM in Jugoslawien                       |
| 1973 | Hannelore Menzel, Heike Schukies                                            | 1. FC Nürnberg    | 11. Platz bei der WM in Jugoslawien                       |
| 1973 | Anni Placht                                                                 | DJK Würzburg      | 11. Platz bei der WM in Jugoslawien                       |
| 1974 | Wolfgang Sommerfeld, Udo Böbel, Willi Weiß                                  | TSV Milbertshofen |                                                           |
| 1974 | Arno Böckling, Manfred Hofmann, Kurt Klühspies                              | TV Großwallstadt  |                                                           |
| 1976 | Peter Jaschke                                                               | TSV Milbertshofen | 4. Platz bei den Olympischen Spielen in (Montreal)        |
| 1976 | Manfred Hofmann, Kurt Klühspies                                             | TV Großwallstadt  | 4. Platz bei den Olympischen Spielen in (Montreal)        |
| 1978 | Manfred Hofmann, Manfred Freisler, Kurt Klühspies                           | TV Großwallstadt  | 1. Platz bei der Hallen-WM in Dänemark                    |
| 1978 | Anni Placht                                                                 | DJK Würzburg      | 8. Platz bei der WM                                       |
| 1980 | Matthias Anthuber                                                           | TSV Milbertshofen |                                                           |
| 1982 | Peter Stulle                                                                | Tuspo Nürnberg    | 7. Platz bei der WM in Deutschland                        |
| 1982 | Ulrich Gnau, Manfred Freisler, Claus Homel                                  | TV Großwallstadt  | 7. Platz bei der WM in Deutschland                        |
| 1984 | Sigi Roch, Erhard Wunderlich, Ulrich Roth, Michael Roth, Rüdiger Neitzel    |                   | 2. Platz bei den Olympischen Spielen in Los Angeles       |
| 1986 | Sigi Roch, Manfred Freisler                                                 | TV Großwallstadt  | 7. Platz bei der WM in der Schweiz                        |
| 1986 | Erhard Wunderlich, Stefan Kellner                                           | TSV Milbertshofen | 7. Platz bei der WM in der Schweiz                        |
| 1986 | Andreas Dörhöfer, Ulrich Roth, Jochen Grupe, Jochen Grupe, Ulrich Schuppler | MTSV Schwabing    | 7. Platz bei der WM in der Schweiz                        |
| 1990 | Rüdiger Neitzel, Jörg Löhr, Anton Stangl                                    | TSV Milbertshofen |                                                           |
| 1992 | Bernd Roos                                                                  | TV Großwallstadt  | 10. Platz bei den Olympischen Spielen in Barcelona        |
| 1992 | Hendrik Ochel, Frank Löhr                                                   | TSV Milbertshofen | 10. Platz bei den Olympischen Spielen in Barcelona        |
| 1993 | Bernd Roos                                                                  | TV Großwallstadt  | 6. Platz bei der WM in Schweden                           |
| 1994 | Bernd Roos                                                                  | TV Großwallstadt  | 9. Platz bei der EM in Portugal                           |
| 1996 | Jan Holpert                                                                 | TSV Milbertshofen | 7. Platz bei den Olympischen Spielen in Atlanta           |
| 2003 | Sylvia Harlander                                                            | 1. FC Nürnberg    | 12. Platz bei der WM in Kroatien                          |
| 2004 | Heiko Grimm, Carsten Lichtlein                                              | TV Großwallstadt  | 1. Platz bei der EM in Slowenien                          |
| 2006 | Isabell Klein                                                               | TSV Ismaning      | 1. Platz EM, 2. Platz WM                                  |
| 2009 | Ania Rösler                                                                 | 1. FC Nürnberg    | 7. Platz bei der WM in China                              |

## Jugendarbeit des BHV

### Bundesliga Jugend
| Männliche Jugend A Saison 2020/21 - HC Erlangen - TSV Allach 09 Männliche Jugend A Saison 2019/20 - HC Erlangen - TSV Allach 09 - TVG Junioren Akademie - VfL Günzburg Männliche Jugend A Saison 2018/19 - Handballakademie Bayern - HC Erlangen - HSC 2000 Coburg - TVG Junioren Akademie - VfL Günzburg Männliche Jugend A Saison 2017/18 - HC Erlangen - HSC 2000 Coburg - TVG Junioren Akademie - VfL Günzburg | Männliche Jugend A Saison 2016/17 - TVG Junioren Akademie Männliche Jugend A Saison 2015/16 - TVG Junioren Akademie - TSV Ismaning Männliche Jugend A Saison 2014/15 - HaSpo Bayreuth - HC Erlangen - TVG Junioren Akademie - VfL Günzburg Männliche Jugend A Saison 2013/14 - HC Erlangen - HSG Würm Mitte - TVG Junioren Akademie - VfL Günzburg | Männliche Jugend A Saison 2013/14 - HC Erlangen - JSG Friedberg/Dasing - Post SV Nürnberg - TVG Junioren Akademie Männliche Jugend A Saison 2012/13 - HC Erlangen - JSG Friedberg/Dasing - Post SV Nürnberg - TVG Junioren Akademie Männliche Jugend A Saison 2011/12 - HC Erlangen - TSV Haunstetten - TVG Junioren Akademie |

Zur Saison 2011/12 wurde durch den DHB die Bundesliga für die männliche Jugend A eingeführt. Durch den Jugendsportausschuss des Deutschen Handballbundes wurde die Bundesliga für die weibliche Jugend A verabschiedet. Diese hat in der Saison 2013/14 mit den Jahrgängen 1995/96 das erste Mal den Spielbetrieb aufgenommen, aus bayerischer Sicht war in den ersten beiden Jahren der TSV Ismaning mit dabei.

### Talentförderung
Im Leistungsvergleich der Bundesländer im Olympiazyklus 2008 bis 2012 erreichte die männliche Auswahl Platz 5 und die weiblichen Platz 4. Im Gesamtvergleich konnte sich Bayern auf dem vierten Rang platzieren. Dieses Ergebnis ist von besonderer Bedeutung, da im Bundesland Bayern im Vergleich zu den anderen Bundesländern kein Verein in der Bundesliga vertreten ist. Mit anderen Worten hat der BHV bis zum 16. Lebensjahr eine exzellente Jugend- und Talentförderung. Durch die fehlenden Bundesligateams wird ein Defizit der Förderung bis zum 23. Lebensjahr deutlich, welchen der BHV durch die Kooperation mit der TV Großwallstadt Junioren Akademie zu kompensieren versucht. Die Einführung des neuen Leistungssportkonzeptes wurde 2014 vollständig umgesetzt, wodurch die individuelle Ausbildung der Talente optimiert wurde.